# Europees kampioenschap schaatsen 1900
Het Europese kampioenschap allround in 1900 werd van 3 tot 4 februari 1900 verreden op IJsbaan van Strbské Pleso in Strbské Pleso.
De titelverdediger was de Noor Peder Østlund, de Europees kampioen van 1899 gewonnen op de ijsbaan Eisstadion in Davos. De Noor Peder Østlund werd kampioen door alle vier de afstanden te winnen.

## Klassement
| #    | Naam                | Land       | 500m         | 5000m       | 1500m      | 10.000m     |
| ---- | ------------------- | ---------- | ------------ | ----------- | ---------- | ----------- |
| Goud | Peder Østlund       | Noorwegen  | 47,7 (1)     | 9.15,8 (1)  | 2.39,9 (1) | 22.45,2 (1) |
| (2)  | Franz Wathén        | Finland    | 49,6 (2)     | 9.45,6 (3)  | 2.48,7 (2) | 25.25,7 (3) |
| (3)  | Jan Greve           | Nederland  | 1.01,2 * (6) | 9.27,8 *(2) | 2.50,3 (3) | 24.07,3 (2) |
| NS4  | Eduard Vollenveyder | Rusland    | 50,3 (3)     | 10.07,2 (5) | 3.01,9 (5) | NS          |
| NS4  | Andor Péczely       | Hongarije  | 51,0 (4)     | 9.53,8 (4)  | 2.53,2 (4) | NS          |
| NS4  | Josef Weiss         | Oostenrijk | 52,5 (5)     | 11.14,5 (6) | 3.12,2 (6) | NS          |

* = met val
NC = niet gekwalificeerd
NF = niet gefinisht
NS = niet gestart
DQ = gediskwalificeerd